# 236-й истребительный авиационный полк
236-й истребительный авиационный полк (236-й иап) — воинская часть Военно-воздушных сил (ВВС) Вооружённых Сил РККА, принимавшая участие в боевых действиях Великой Отечественной войны.

## Наименования полка
За весь период своего существования полк несколько раз менял своё наименование:
- 236-й истребительный авиационный полк
- 112-й гвардейский истребительный авиационный полк
- 112-й гвардейский Каменец-Подольский истребительный авиационный полк
- 1-й гвардейский Каменец-Подольский зенитно-ракетный полк ПВО
- Полевая почта 35509

## Создание полка
236-й истребительный авиационный полк начал формирование 1 апреля 1941 года в составе 57-й истребительной авиационной дивизии Прибалтийского Особого военного округа (г. Алитус Литовской ССР) на самолётах И-153.

## Переименование полка
236-й истребительный авиационный полк 24 августа 1943 года за образцовое выполнение боевых задач и проявленные при этом мужество и героизм на основании Приказа НКО СССР переименован в 112-й гвардейский истребительный авиационный полк.

## В действующей армии
В составе действующей армии:
- с 22 июня 1941 года по 13 июля 194 года, всего 21 день
- с 3 сентября 1941 года по 13 октября 1941 года, всего 40 дней
- с 6 января 1942 года по 26 октября 1942 года, всего 293 дня
- с 30 октября 1942 года по 24 августа 1943 года, всего 298 дней

Итого — 652 дня

## Командиры полка
- майор, подполковник Антонец Павел Андреевич[3], 27.03.1941 — 17.12.1942
- капитан, майор, подполковник Петухов Сергей Михайлович (погиб)[3], 17.12.1942 — 24.08.1943

## В составе соединений и объединений
| Период        | Фронт (округ)                      | армия               | корпус                                 | дивизия                                             | примечание                                       |
| ------------- | ---------------------------------- | ------------------- | -------------------------------------- | --------------------------------------------------- | ------------------------------------------------ |
| 01.04.1941 г. | Прибалтийский Особый военный округ | ВВС округа          |                                        | 57-я истребительная авиационная дивизия             | И-153                                            |
| 17.04.1941 г. | Прибалтийский Особый военный округ | ВВС округа          |                                        | 8-я смешанная авиационная дивизия                   | И-153                                            |
| 22.06.1941 г. | Северо-Западный фронт              | ВВС фронта          |                                        | 8-я смешанная авиационная дивизия                   | И-153                                            |
| 13.07.1941 г. | Северо-Западный фронт              | ВВС фронта          |                                        | 8-я смешанная авиационная дивизия                   | отправлен в тыл на доформирование и переучивание |
| 27.07.1941 г. | Приволжский военный округ          | ВВС фронта          |                                        | 13-й запасной истребительный авиационный полк       | Як-1, Кузнецк Пензенской области                 |
| 03.09.1941 г. | Западный фронт                     | ВВС фронта          |                                        | 43-я смешанная авиационная дивизия                  | Як-1                                             |
| 13.10.1941 г. | Западный фронт                     | ВВС фронта          |                                        | 43-я смешанная авиационная дивизия                  | Як-1, отправлен в тыл на доукомплектование       |
| 01.11.1941 г. | Приволжский военный округ          | ВВС фронта          |                                        | 8-й запасной истребительный авиационный полк        | Як-1, пос. Багай-Барановка Саратовской области   |
| 06.01.1942 г. | Западный фронт                     | ВВС фронта          |                                        | 47-я смешанная авиационная дивизия                  | Як-1                                             |
| 05.02.1942 г. | Западный фронт                     | 5-я армия           | ВВС 5-й армии                          |                                                     | Як-1                                             |
| 08.05.1942 г. | Западный фронт                     | 1-я воздушная армия |                                        | 201-я истребительная авиационная дивизия            | Як-1                                             |
| 27.10.1942 г. | Приволжский военный округ          | ВВС фронта          |                                        | 13-й запасной истребительный авиационный полк       | Як-1, переформирован по новому штату             |
| 30.10.1942 г. | Сталинградский фронт               | 8-я воздушная армия | 2-й смешанный авиационный корпус       | 201-я истребительная авиационная дивизия            | Як-1                                             |
| 03.01.1943 г. | Южный фронт                        | 8-я воздушная армия | 2-й смешанный авиационный корпус       | 201-я истребительная авиационная дивизия            | Як-1                                             |
| 17.04.1943 г. | Северо-Кавказский фронт            | 4-я воздушная армия | 2-й смешанный авиационный корпус       | 201-я истребительная авиационная дивизия            | Як-1                                             |
| 13.07.1943 г. | Северо-Кавказский фронт            | 4-я воздушная армия | 10-й истребительный авиационный корпус | 201-я истребительная авиационная дивизия            | Як-1                                             |
| 17.07.1943 г. | Воронежский фронт                  | 2-я воздушная армия | 10-й истребительный авиационный корпус | 201-я истребительная авиационная дивизия            | Як-1, Як-7Б                                      |
| 24.08.1943 г. | Воронежский фронт                  | 2-я воздушная армия | 10-й истребительный авиационный корпус | 10-я гвардейская истребительная авиационная дивизия | преобразован в гвардейский Як-1, Як-7Б           |

## Участие в операциях и битвах
| И-153 |  | Як-3 |

- Приграничное сражение в Литве и Латвии с 23 июня 1941 года по 24 июня 1941 года
- Расейняйское сражение — с 23 июня 1941 года по 25 июня 1941 года
- Ленинградская стратегическая оборонительная операция — с 10 июля 1941 года по 30 сентября 1941 года
- Битва за Москву — с 30 сентября 1941 года по 1 ноября 1941 года
- Смоленское сражение — с 6 сентября 1941 года по 10 сентября 1941 года
- Торопецко-Холмская операция — с 9 января 1942 года по 5 февраля 1942 года
- Ржевская битва — с 5 февраля 1942 года по 23 августа 1942 года
- Погорело-Городищенская операция — с 30 июля 1942 года по 23 августа 1942 года.
- Ржевско-Сычёвская операция — с 30 июля 1942 года по 23 августа 1942 года.
- Контрудар войск Западного фронта в районе Сухиничи, Козельск — с 22 августа 1942 года по 29 августа 1942 года.
- Сталинградская битва — с 17 ноября 1942 года по 2 февраля 1943 года.
- Ростовская операция — с 1 января 1943 года по 18 февраля 1943 года.
- Ворошиловградская операция — с 29 января 1943 года по 18 февраля 1943 года.
- Воздушное сражение на Кубани — с 17 апреля 1943 года по 7 июня 1943 года.
- Курская битва — с 5 июля 1943 года по 13 июля 1943 года.
- Изюм-Барвенковская операция — с 21 июля 1943 года по 27 июля 1943 года.
- Белгородско-Харьковская операция — с 3 августа 1943 года по 23 августа 1943 года.
- Донбасская операция — с 13 августа 1943 года по 24 августа 1943 года.

## Герои Советского Союза
- Рогожин Василий Александрович, младший лейтенант, командир звена 236-го истребительного авиационного полка 201-й истребительной авиационной дивизии 2-го смешанного авиационного корпуса 4-й воздушной армии Указом Президиума Верховного Совета СССР 24 августа 1943 года удостоен звания Герой Советского Союза. Золотую Звезду получить не успел
- Тихонов Виктор Павлович, младший лейтенант, заместитель командира эскадрильи 236-го истребительного авиационного полка 201-й истребительной авиационной дивизии 2-го смешанного авиационного корпуса 8-й воздушной армии Указом Президиума Верховного Совета СССР 24 августа 1943 года удостоен звания Герой Советского Союза. Посмертно

## Статистика боевых действий
Всего за годы Великой Отечественной войны полком:
| Выполнено боевых вылетов | Сбито самолётов в воздухе | Уничтожено самолётов всего |
| ------------------------ | ------------------------- | -------------------------- |
| 11692                    | 284                       | 284                        |

Свои потери:
| Потеряно самолётов, всего | Погибло лётчиков всего |
| ------------------------- | ---------------------- |
| 227                       | 92                     |

## Самолёты на вооружении
| Период      | Самолёты    |
| ----------- | ----------- |
| 1940 — 1941 | И-16        |
| 1941 — 1942 | ЛаГГ-3      |
| 1942 — 1943 | Як-1, Як-7Б |